# Оушан Бич (Њујорк)
Оушан Бич (енгл. Ocean Beach) град је у америчкој савезној држави Њујорк.

## Демографија
По попису из 2010. године број становника је 79, што је 59 (-42,8%) становника мање него 2000. године.
| Група             | 2000.       | 2010.      |
| Белци             | 133 (96,4%) | 78 (98,7%) |
| Афроамериканци    | 0 (0,0%)    | 0 (0,0%)   |
| Азијати           | 2 (1,4%)    | 0 (0,0%)   |
| Хиспаноамериканци | 3 (2,2%)    | 1 (1,3%)   |
| Укупно            | 138         | 79         |